# Gérard Lenorman
Gérard Christian Éric Lenormand (Bénouville, Calvados; 9 de febrer de 1945), més conegut simplement com Gérard Lenorman, és un cantautor francès.
Gérard Lenorman va néixer a la maternitat del Château de Bénouville, una institució que acollia dones joves amb problemes. La seva mare, Madeleine Lenormand, a l'edat de 16 anys, va donar a llum al jove Gérard, que va créixer sense conèixer al seu pare. No va ser fins a fer 35 anys que es va assabentar que era fill d'un soldat d'origen alemany anomenat «Erich», violinista i director d'orquestra en la part civil de les forces d'ocupació. Malgrat això, Lenorman mai el va arribar a conèixer. El dia que va assabentar-se'n, mentre volava a l'avió que el duia a un concert a Berlín, li va escriure la cançó "Warum mein Vater" -de l'alemany: "per què és el meu pare".
Lenorman va viure durant la seva infància a París, per després traslladar-se a Alvèrnia, dins d'un món desèrtic i intel·lectual on va començar a tocar l'harmònica de manera secreta a l'església des dels 5 anys d'edat. Li va explicar a la seva àvia materna el seu desig d'arribar a ser cantant, qui el va instar a no desanimar-se. Va passar bastants mesos vivint en l'orfenat de Saint Vincent de Paul. La seva mare, una dona violenta i dominant, es va casar quan Lenorman tenia 10 anys. Als 12, va escriure la seva primera cançó, que més tard formaria part del seu primer disc: Le vagabond. Als 16 anys, quan s'exercia com a treballador en una fàbrica, va començar a guanyar popularitat gràcies a les representacions que feia al Club Med.
Quan tenia 18 anys, mentre es dirigia a visitar a la seva àvia, va patir un greu accident de trànsit que el va tenir immobilitzat durant un any, accident que li deixaria seqüeles de per vida. Durant aquest període es va dedicar a escriure cançons.

## Carrera

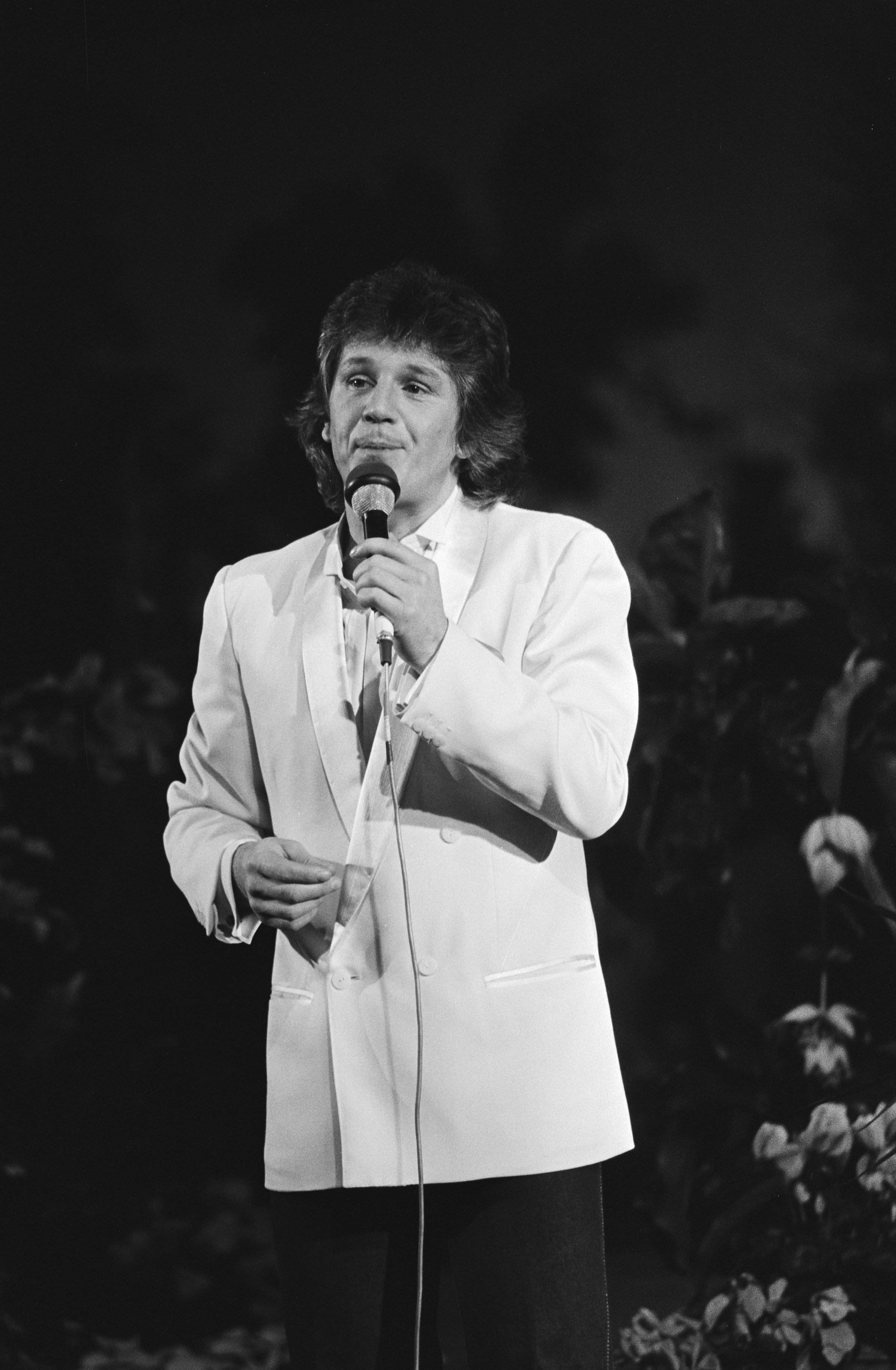
Gérard Lenorman en 1982

En 1968, Lenorman va conèixer a Brigitte Bardot, amb qui va escriure dues cançons: "La fille de paille" i "Je voudrais perdre la mémoire". El 1969, amb uns quants títols a la mà, va anar de gira amb Sylvie Vartan.
A partir de 1970, la seva carrera va arrenca per fi. En substitució de Julien Clerc, assumeix el primer paper protagonista al musical Hair al Teatre de la Porte Saint-Martin.
En 1970, la seva carrera va començar a prendre vol. Va interpretar el paper principal en la comèdia musical Hair en el Teatre de la Port Saint-Martin i va continuar triomfant fins a abril de 1971 quan es va gravar el seu primer senzill amb CBS Records: la memorable "Il".
La cançó "De toi", va encapçalar les llistes d'èxits. Posteriorment llançaria els senzills "Les matins d'hiver" el 1972, "Si tu ne me laisses pas tomber", "Les jours heureux", "Le petit prince" i "La fête des fleurs" el 1973, "Quelque chose et moi" el 1974, "La ballade des gens heureux" i "Si j'étais président" el 1975, "Michèle", "Gentil dauphin trista" i "Voici les clés" en 1976, "Un ami" i "L'enfant des cathédrales" el 1977.
El seu àlbum d'estudi Nostalgies, publicat en 1978, va rebre la certificació de doble disc d'or. "La ballade des gens heureux" va aparèixer en nombroses compilacions amb el títol de "les cançons franceses més boniques".
En passar el temps, la seva carrera es va començar a internacionalitzar. Diverses de les seves cançons van ser gravades en anglès, alemany, espanyol i italià. Va continuar publicant àlbums des de 1979 en endavant: Boulverad de l'océan (1979), La clairière de l'enfance (1980), D'amour! (1981), Le soleil des tropiques (1983), Fière et Nippone (1985), Hereux qui communique (1988) i Il y a (1993).
El 1988, Lenorman va ser triat de manera interna per la cadena Antenne 2 per a representar a França en el Festival de la Cançó d'Eurovisió 1988 amb la cançó "Chanteur de charme" ("Crooner"), en l'edició que se celebrava a Dublín, Irlanda el 30 d'abril. Finalment, la cançó va aconseguir 64 punts i es va posicionar en el 10è lloc d'entre 21 països.
El 1995, va llançar una compilació titulada Vos plus belles chansons que inclou algunes cançons re-gravades. Amb aquest treball, va aconseguir el primer lloc a les llistes d'èxits, rebent posteriorment la certificació de disc d'or. El 2000, va publicar un nou àlbum titulat La raison de l'autre, que conté la cançó "La force d'aimer", i que sempre ha interpretat en gairebé totes les seves representacions.
L'octubre de 2011, Lenorman va llançar Duo de mes chansons on va interpretar les seves cançons a duo amb diversos cantants francesos. L'àlbum, es va convertir en doble disc de platí al desembre de 2011, venent 200.000 còpies.
A la fi de 2011, va col·laborar amb la cantant franc-indonesa Anggun en la cançó "Il" inclosa en el seu disc Échos.

## Discografia
- Gérard Lenorman (1969)
- Les matins d'hiver (1972)
- Quelque chose et moi (1974)
- Caroline (1975)
- Olympia 75 (1975)
- Drôles de chansons (1976)
- Noëls du monde (1976)
- Au-delà des rêves (1977)
- Nostalgies (1978)
- Boulevard de l'océan (1979)
- Olympia 79 (1979)
- La clairière de l'enfance (1980)
- ...D'amour (1981)
- Paris sur Scène – Palais des congrès (1982)
- Le soleil des tropiques (1983)
- Fière et nippone (1985)
- Heureux qui communique (1988)
- Bravo à Gérard Lenorman (1989)
- Il y a... (1993)
- Vos plus belles chansons (1994)
- Les plus belles chansons françaises (1996)
- Le monde de Gérard Lenorman (Triple compilación) 1998)
- La raison de l'autre (2000)
- Gérard Lenorman en concert (2003)
- Le Best Of (2007)
- Duos de mes chansons (2011)